# Бордж Таментфуст
Бордж Таментфуст (араб. برج تامنفوست‎) — османский форт в городе Таменфуст, Алжир. Форт стал одним из нескольких османских фортов, построенных для охраны Алжира во времена османского владычества. Форт был построен на самой высокой точке Таментфуста, в западной части Алжирского залива.

## История
Форт был введен в эксплуатацию в 1661 году во время правления Исмаил-паши. Позднее он был отремонтирован в 1685 году Хусейном Мозоморто, деем родом из Италии. Точная дата строительства остается спорной. Французский историк Эмиль Бутин говорит, что он был построен в 1685 году как реакция на французскую военную атаку во главе с Авраамом Дюкесном в города Алжир. Другой французский историк Жорж Марсэ говорит, что он был построен в 1722 году во время правления Мухаммед-паши
В 1688 году на форт несколько нападали французы во главе с Жаном II д’Эстре по приказу Людовика XIV. 23 июля 1830 года в форте состоялось официальное объявление джихада против Франции, в котором собрались вожди нескольких племён в этого региона, в том числе Бани Халил, Бани аль-Хашана и Бани ас-Сабт.

## Архитектура
Форт имеет восьмиугольную форму и содержит двенадцать комнат, одиннадцать из которых распределены на три группы по семи сторонам, окружающим двор. Одна из комнат устроена как молитвенная комната и содержит михраб без каких-либо украшений. Над площадке над этими комнатами построена баррикада с амбразурами. Стена построена из крупных камней, а высота форта достигает примерно девяти метров от дна рва. К форту примыкал другой форт под названием «Бордж аль-Инглиз» (араб. برج الإنجليز‎) вокруг которого также был ров.

## Галерея

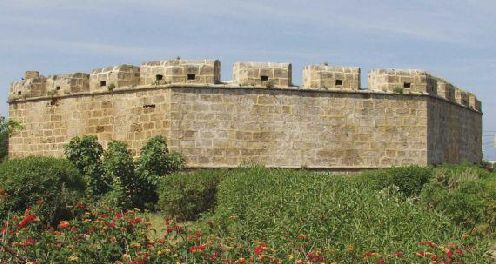
Бордж Таментфуст
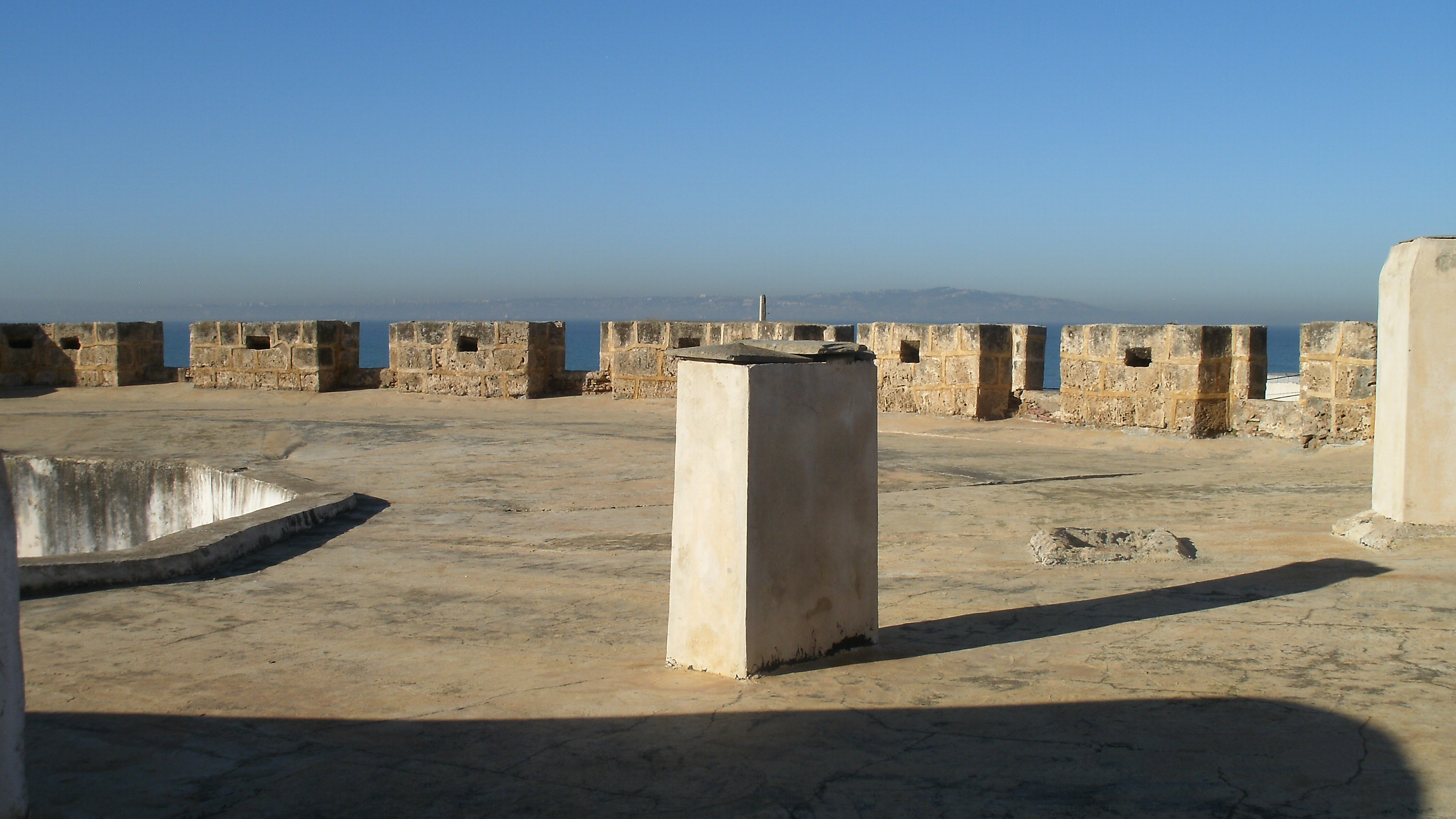
Зубчатая стена форта